# Юзефово (Подляское воеводство)
Юзефово (пол. Józefowo) — село в Подляском воеводстве Польши. Расположено на северо-востоке страны.

## История
С XIII—XIV века до 1795 года село принадлежало Великому княжеству Литовскому.
С 1975 по 1998 год входило в состав Сувалкского воеводства.

## Известные уроженцы
- Кши́штоф Я́куб Пу́тра (1957—2010) — польский политик